# گیل جرارد
گیل جرارد (انگلیسی: Gil Gerard؛ زادهٔ ۲۳ ژانویهٔ ۱۹۴۳) یک هنرپیشه، و تهیه‌کننده اهل ایالات متحده آمریکا است. وی از سال ۱۹۷۰ میلادی تاکنون مشغول فعالیت بوده‌است.